# 青木梓
青木 梓（あおき あずさ、1987年7月1日 - ）は、日本の陸上競技選手。2004年アジアジュニア陸上競技選手権大会日本代表。専門は棒高跳。群馬県高崎市出身。高崎経済大学附属高等学校、順天堂大学卒。

## 略歴
- 2002年10月、第33回ジュニアオリンピック陸上競技大会（横浜国際総合競技場） Bクラス走高跳4位、棒高跳 3m53（当時、全日本中学新記録）
- 2003年2月11日、日本ジュニア室内陸上競技大阪大会（大阪城ホール） 3m60（大会新記録）優勝
- 同年10月、第34回ジュニアオリンピック陸上競技大会 Aクラス棒高跳 大会新記録 優勝
- 同年10月27日、第58回NEW!!わかふじ国体 少年女子棒高跳 3位
- 2004年6月、第11回アジアジュニア陸上競技選手権大会（マレーシア、イポー）女子棒高跳 3m80 銀メダル
- 同年8月21日、第77回関東陸上競技選手権大会 3m70 優勝
- 同年8月29日、第59回国民体育大会陸上競技群馬県予選会兼記録会 3m82（高2歴代最高記録）1位
- 2005年、日本ジュニア室内陸上競技大阪大会 優勝
- 2006年4月29日、織田幹雄記念国際陸上競技大会 3m60 8位
- 同年5月12日、第22回日本ジュニア陸上競技選手権大会 3m50 4位
- 2007年5月18日、第86回関東学生陸上競技対校選手権大会 3m70 2位
- 同年6月10日、第76回日本学生陸上競技対校選手権大会 3m60 4位
- 2008年5月17日、第87回関東学生陸上競技対校選手権大会 3m70 2位
- 2009年5月17日、第88回関東学生陸上競技対校選手権大会 3m50 5位